# Noesis (Wissenschaftszentrum und Technisches Museum)
Das NOESIS Wissenschaftszentrum und Technologiemuseum (griechisch ΝΟΗΣΙΣ - Κέντρο Διάδοσης Επιστημών και Μουσείο Τεχνολογίας) ist ein Wissenschaftszentrum und Museum in Thermi, einer Vorortgemeinde von Thessaloniki, rund 12 Kilometer südöstlich der Innenstadt. Es dient der Wissensvermittlung im Bereich Technologie und Wissenschaft.

## Geschichte
Das Museum wurde im November 1978 als Verein unter dem Namen Technisches Museum von Thessaloniki gegründet. Eine prominente Persönlichkeit war Manos Iatridis, ein leitender Angestellter des Elektrizitätsunternehmens in Thessaloniki und Gründer des Fernsehsenders des Elektrizitätsunternehmens auf der Internationalen Messe Thessaloniki im Jahr 1960. Das Museum war ursprünglich in einem 500 m² großen Raum in der Fix-Fabrik im Westen Thessalonikis untergebracht, der von Paraskevas Tsoukalas, einem der weiteren Gründungsmitglieder, gestiftet wurde.
Dann wurde sie östlich der Stadt in einen neuen, größeren Raum von 1.500 m² in Sindos verlegt, der von der Griechischen Bank für Industrielle Entwicklung (ETVA) zur Verfügung gestellt wurde. 2001 wurde eine neue Einrichtung als KDEMT NOESIS Stiftung gegründet und in einem 14.000 m² großen Gebäudekomplex in der Gegend von Thermi untergebracht, der von der Gemeinde Thermi zur Verfügung gestellt wurde. Manos Iatridis war bis zu seinem Tod im Jahr 2017 Direktor der Stiftung.
Der ursprüngliche Verein des Technischen Museums von Thessaloniki setzte seine Tätigkeit fort und entwickelte sich zum Hellenischen Technikmuseum - Ehemaliges Technisches Museum von Thessaloniki, als eine von der Stiftung KDEMT NOESIS getrennte Einheit, der sie 2002 ihre gesamte Jurisdiktion und ihr Inventar übertrug. Seitdem unterstützt es NOESIS.

## Beschreibung
Die Architektur des Gebäudes bezieht sich auf den Archimedes-Keil, wobei der längliche Körper des Hauptgebäudes der Hebel ist, der die Erdkugel anhebt, die durch das kugelförmige Gebäude des Planetariums symbolisiert wird.
Das Hauptgebäude beherbergt das Technikmuseum, in dem verschiedene Dauer- und Sonderausstellungen zu sehen sind, wie z. B. die Verkehrsausstellungshalle mit einer Reihe älterer Autos, die Ausstellung antiker griechischer Technik (moderne Reproduktionen), eine Ausstellung alter Kameras usw.
Auf dem Gelände von NOESIS befinden sich noch: Der Technopark, das Kosmotheater (Breitwandkino), das digitale Großplanetarium, der Simulationsraum, das Konferenzzentrum, die Bibliothek usw.